# Б'якова Людмила Андріївна
Людмила Андріївна Б'якова (нар. 17 червня 1944, місто Сімферополь, тепер Автономної Республіки Крим) — українська радянська діячка, швачка Сімферопольської швейно-галантерейної фабрики Кримської області. Депутат Верховної Ради УРСР 8—9-го скликань.

## Біографія
Народилася в родині робітника.
Освіта середня. У 1961 році закінчила середню школу в місті Сімферополі.
З 1961 року — швачка-мотористка Сімферопольської артілі «Перемога», швачка-мотористка Сімферопольської швейно-галантерейної фабрики Кримської області.
Потім — на пенсії в місті Сімферополі.